# Punktierter Torus

Eversion eines punktierten Torus.

In der Mathematik ist ein punktierter Torus eine Fläche, die aus einem Torus durch Herausnehmen eines Punktes (oder äquivalent einer Kreisscheibe) entsteht.
Entsprechend wird ein zweifach, dreifach oder n-fach punktierten Torus als Fläche bezeichnet, die aus einem Torus durch Herausnehmen von zwei, drei oder n Punkten entsteht.

## Topologie

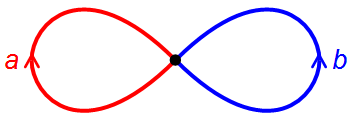
Wedge-Produkt zweier Kreise

Der punktierte Torus ist homotopieäquivalent zum Wedge-Produkt zweier Kreise. Der n-fach punktierte Torus ist homotopieäquivalent zum Wedge-Produkt von n+1 Kreisen.
Demzufolge ist die Fundamentalgruppe des punktierten Torus eine freie Gruppe mit zwei Erzeugern und die Fundamentalgruppe des n-fach punktierten Torus eine freie Gruppe mit n+1 Erzeugern.

## Hyperbolische Geometrie
Hyperbolische Metriken auf dem punktierten Torus lassen sich durch Verkleben zweier idealer Dreiecke konstruieren. Der Teichmüller-Raum hyperbolischer Metriken auf dem punktierten Torus ist 2-dimensional, auf dem n-fach punktierten Torus 2n-dimensional.